# Allapatna, Shrirangapattana
Allapatna là một làng thuộc tehsil Shrirangapattana, huyện Mandya, bang Karnataka, Ấn Độ.